# Percy Walsh
Percy Walsh (24 de abril de 1888 – 19 de janeiro de 1952) foi um ator britânico de cinema e teatro.

## Filmografia selecionada
- The Diplomatic Lover (1934)
- Dirty Work (1934)
- Admirals All (1935)
- Brown on Resolution (1935)
- Secret Mission (1942)
- Thursday's Child (1943)
- The Courtneys of Curzon Street (1947)
- Fame Is the Spur (1947)
- Meet Me at Dawn (1947)
- Scott of the Antarctic (1948)